# Marc Margielsky
Marc Margielsky (* 18. November 1972 in Krefeld) ist ein deutscher Illustrator, Designer, Trickfilmer, Programmierer, Musiker und Malkünstler.

## Leben
Nach seiner Ausbildung zum grafisch-technischen Assistenten für Gestaltung studierte er Kommunikationsdesign an der Fachhochschule Niederrhein in Krefeld. Seit 1992 arbeitet er als Illustrator und ist seit 2000 auch als Kommunikationsdesigner und Trickfilmer aktiv.
2007 veröffentlichte Marc Margielsky zwei Tierbücher, die er in Zusammenarbeit mit der Biologin Sabine Dahm und dem WDR-Redakteur Matthias Körnich (Die Sendung mit der Maus/Lach- und Sachgeschichten) schrieb. Mit dem Sportreporter Marcel Reif, Andreas Richter und der Buchautorin Corinna Harder entwickelte er 2006 anlässlich der Fußball-WM in Deutschland ein Fußballbuch für Jugendliche. Ferner hat Margielsky in Zusammenarbeit mit der Buchautorin Ilona Einwohlt zwei Liebesratgeber für junge Frauen herausgebracht. 
Als Skulpteur betreibt Marc Margielsky Sand- und Eisfigurenbau und formt Reliefbilder aus Acryl.
Die Stile, die Marc Margielsky für seine Arbeiten verwendet, sind sehr unterschiedlich. Stilistisch befasst er sich häufig mit Fotorealismus, Surrealismus, Popart und Comicart. Thematisch bewegen sich seine Arbeiten im Comic-, Fantasy- und SciFi-Bereich, allerdings auch auf Erotik- und Horrorebene. Bei Letzterem bringt Margielsky vereinzelt Arbeiten hervor, die der Goreszene zugeschrieben werden dürften. Immer häufiger verwendet Margielsky seine Kunst auch als polit- und sozialkritische Ausdrucksform.
Des Weiteren komponiert und produziert er Musik (insb. Electro), die besonders im Zuge der Vertonung seiner digitalen und medialen Projekte entstehen.

## Veröffentlichte Arbeiten
- Checke deinen Flirtfaktor (2003, Autor: Ilona Einwohlt) ISBN 3-89777-124-1.
- S.O.S. – Herz in Not (2004, Autor: Ilona Einwohlt) ISBN 3-89777-181-0.
- Tor! Gol Goal! – Die große Welt des Fußballs (2006, Autor: Marcel Reif) ISBN 3-89777-285-X.
- natureXtreme – Ungewöhnliche Freundschaften (2007, Autor: Marc Margielsky) ISBN 978-3-89777-372-1.
- natureXtreme – Tödliche Schönheiten (2007, Autor: Marc Margielsky) ISBN 978-3-89777-373-8.
- Dein Detektivclub: Ausrüstung & Geheimzentrale (2010, Autor: Corinna Harder) ISBN 978-3-89777-619-7.
- Spuren am Tatort: Erkennen & Sichern (2010, Autor: Corinna Harder) ISBN 978-3-89777-620-3.
- Geheime Botschaften: Codes & Chiffren (2010, Autor: Corinna Harder) ISBN 978-3-89777-621-0.
- Brainbox Deutschland (2010, Autor/Hrsg.: Green Board Game Co. & moses Verlag GmbH)
- Snäp! – Quer durch Deutschland (2011, Autor/Hrsg.: moses Verlag GmbH)
- Pocket Quiz Deutschland (2011, Autor/Hrsg.: moses Verlag GmbH) ISBN 978-3-89777-613-5.
- Achtung – geheim! (2012, Autor: Corinna Harder) ISBN 978-3-89777-649-4.
- Spectaculum (2012 (Gesellschaftsspiel), Autor: Reiner Knizia)
- Mehrkopf (2012 (Kartenspiel), Autor: Tim Parth)
- Time`N´Space (2013 (Gesellschaftsspiel), Autor: Tobias Stapelfeldt)
- Die Welt (2013 (Gesellschaftsspiel/Hrsg.: Kosmos GmbH), Autor: Günther Burkhardt)
- Fußball-Fieber (2014 (Kartenspiel/Hrsg.: Kosmos GmbH), Autor: Pierre Viau)
- Dolmen (2015 (Gesellschaftsspiel/Hrsg.: Eggert Spiele GmbH), Autor: Thomas Odenhoven)
- Alles im Eimer (2016 (Gesellschaftsspiel/Hrsg.: Kosmos GmbH), Autor: Stefan Dorra)
- Fussball Quartett EM 2016 Edition (2016 (Kartenspiel/Hrsg.: Ass Altenburger GmbH))
- Expedition (2016 (Gesellschaftsspiel/Hrsg.: Amigo GmbH), Autor: Wolfgang Kramer)
- Jorvik (2016 (Gesellschaftsspiel/Hrsg.: Pegasus Spiele GmbH), Autor: Stefan Feld)
- Andy & Sandy (2020 (Platformer-Spiele-App/Hrsg.: Kiddybox GmbH), Entwickler: Marc Margielsky)